# Alchemilla achtarowii
Alchemilla achtarowii är en rosväxtart som beskrevs av Pawl.. Alchemilla achtarowii ingår i släktet daggkåpor, och familjen rosväxter. Inga underarter finns listade i Catalogue of Life.